# Nietulisko Małe
Nietulisko Małe est une localité polonaise de la gmina de Kunów, située dans le powiat d'Ostrowiec en voïvodie de Sainte-Croix.